# Route (informatica)
Nei sistemi GNU/Linux, route è un comando che permette di vedere e modificare la tabella di routing.
Il file relativo al comando è un file essenziale per l'amministrazione di sistema e pertanto si trova nella directory /sbin (secondo lo standard FHS) ed è di proprietà dell'utente root.
Un esempio dell'output di tale comando può essere:
```
kaos@kaos:~$ route -n
Kernel IP routing table
Destination     Gateway         Genmask         Flags Metric Ref    Use Iface
192.168.101.0   192.168.102.102 255.255.255.0   UG    0      0        0 eth0
192.168.102.0   0.0.0.0         255.255.255.0   U     0      0        0 eth0
192.168.103.0   192.168.102.102 255.255.255.0   UG    0      0        0 eth0
192.168.12.0    0.0.0.0         255.255.255.0   U     0      0        0 eth0
0.0.0.0         192.168.12.1    0.0.0.0         UG    0      0        0 eth0

```

Principali campi sono:
- Destination: indica l'host o la rete che si vuole raggiungere
- Gateway: indica, dove presente, il gateway, ovvero il computer della rete locale tramite cui connettersi ad un'altra rete
- Genmask: indica la maschera di rete
- Iface: l'interfaccia di rete tramite cui connettersi

Nell'esempio indicato, il computer dove è stato lanciato il comando si connette tramite l'interfaccia eth0 direttamente alle reti 192.168.102.0 e 192.168.12.0 (il campo gateway è indicato con 0.0.0.0) mentre si connette alle reti 192.168.101.0 e 192.168.103.0 tramite il gateway 192.168.102.102; per tutte le altre destinazioni (0.0.0.0) si connette mediante il gateway 192.168.12.1.
Principali opzioni sono:
- -n : per indicare il valore numerico degli host
- add: per aggiungere una route
- del: per cancellare una route
- -net : per indicare che il target è una rete
- -host : per indicare che il target è un computer
- gw : per indicare il gateway
- netmask : per indicare la maschera di rete

Per ulteriori dettagli visualizzare la man page di route tramite il comando man route.
O meglio, si può fare utilizzando interfacce virtuali.

## Esempi
route add -net 192.168.101.0 netmask 255.255.255.0 gw 192.168.101.102
Aggiunge la route 192.168.101 alla routing table indicando la maschera di rete 255.255.255.0 e il gateway 192.168.101.102
route add default gw 192.168.12.1
Aggiunge l'host 192.168.12.1 come gateway di default
route add 10.41.0.0 mask 255.255.0.0 10.27.0.1 if 0x3
Aggiunge una route alla destinazione 10.41.0.0 con la subnet mask 255.255.0.0, l'indirizzo di hop successivo 10.27.0.1 e utilizza l'indice di interfaccia 0x3